# Bông khoáng

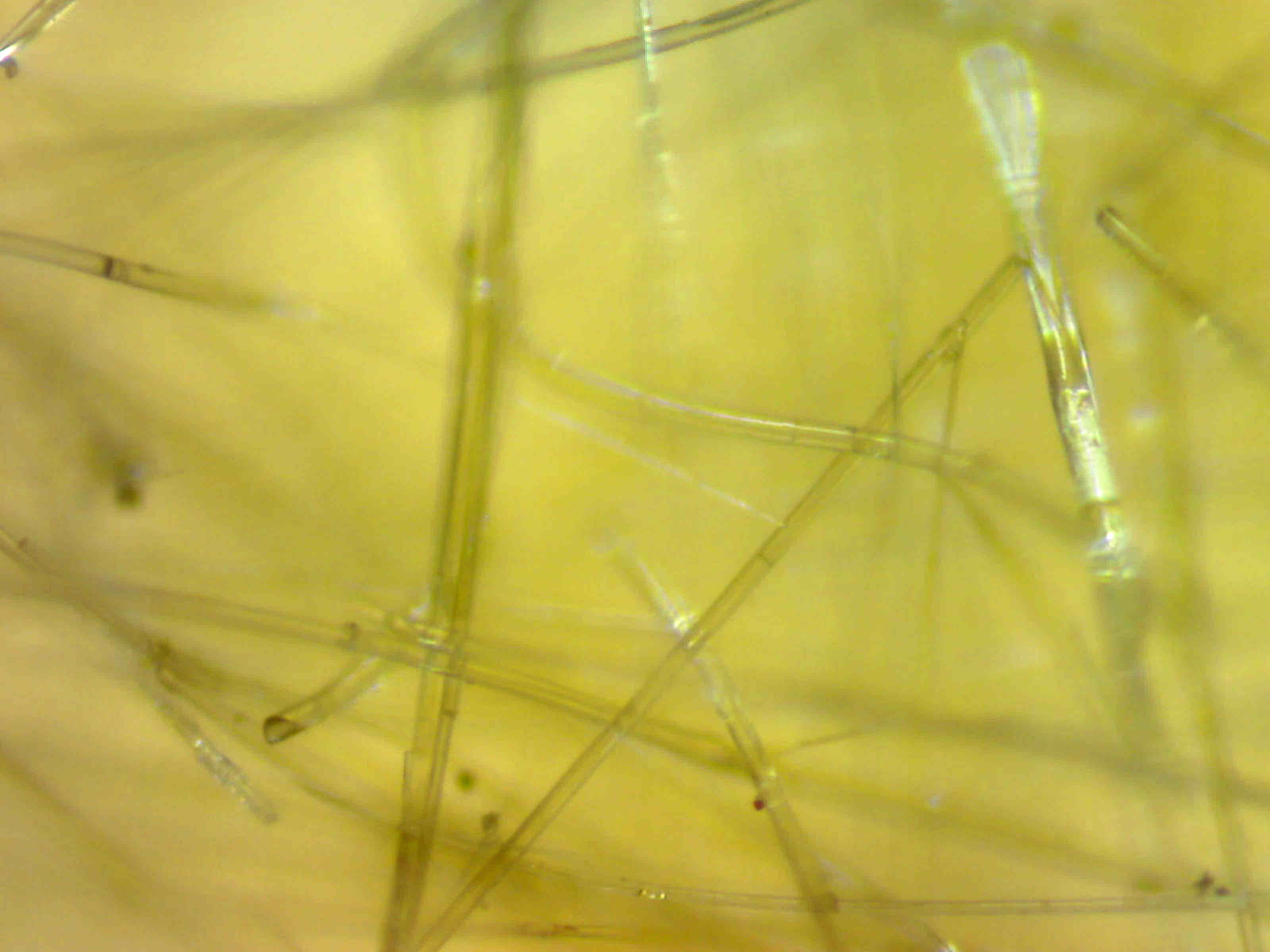
Bông khoáng dưới kính hiển vi

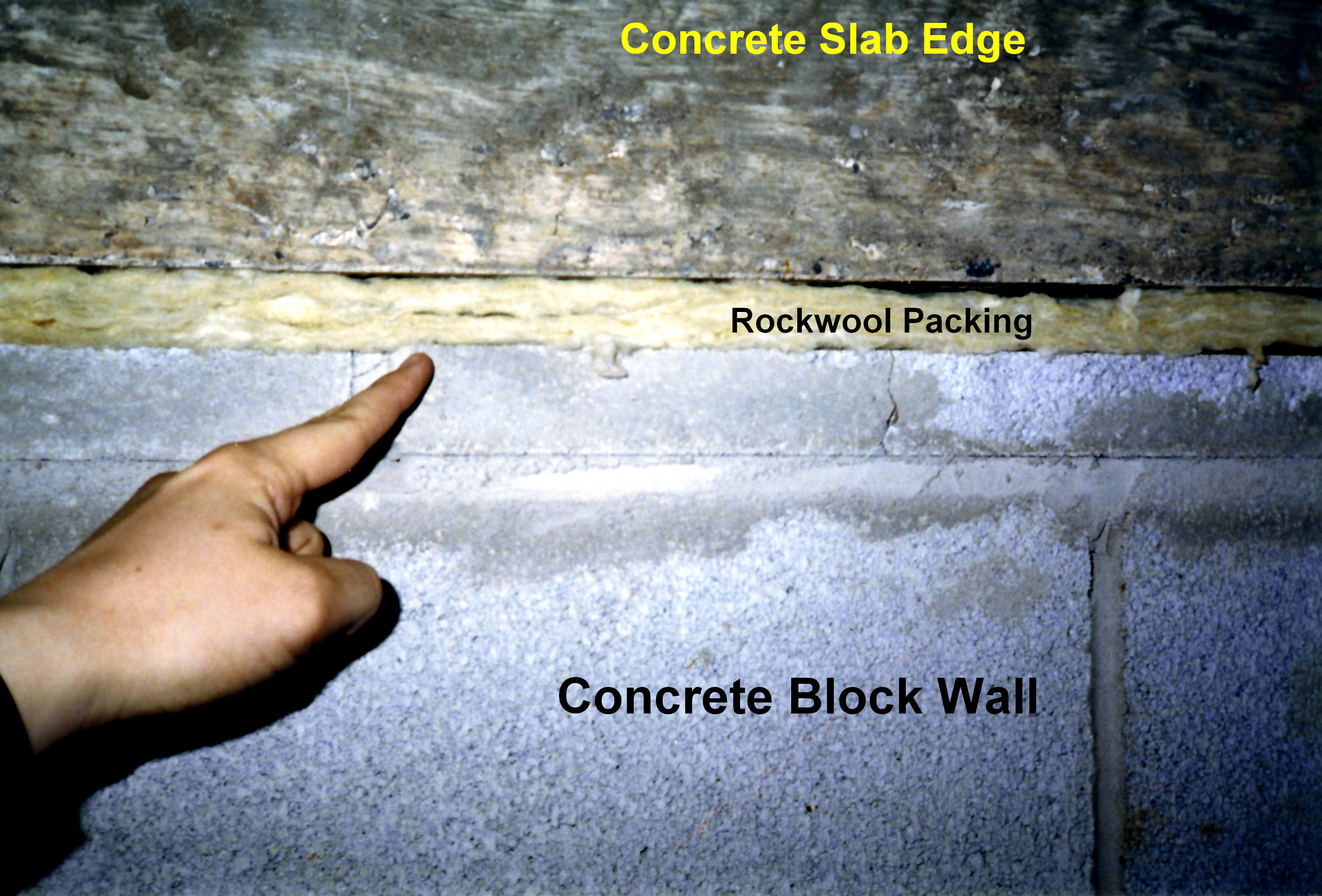
Building joint with incomplete firestop made of mineral wool packing that still requires topcaulking.

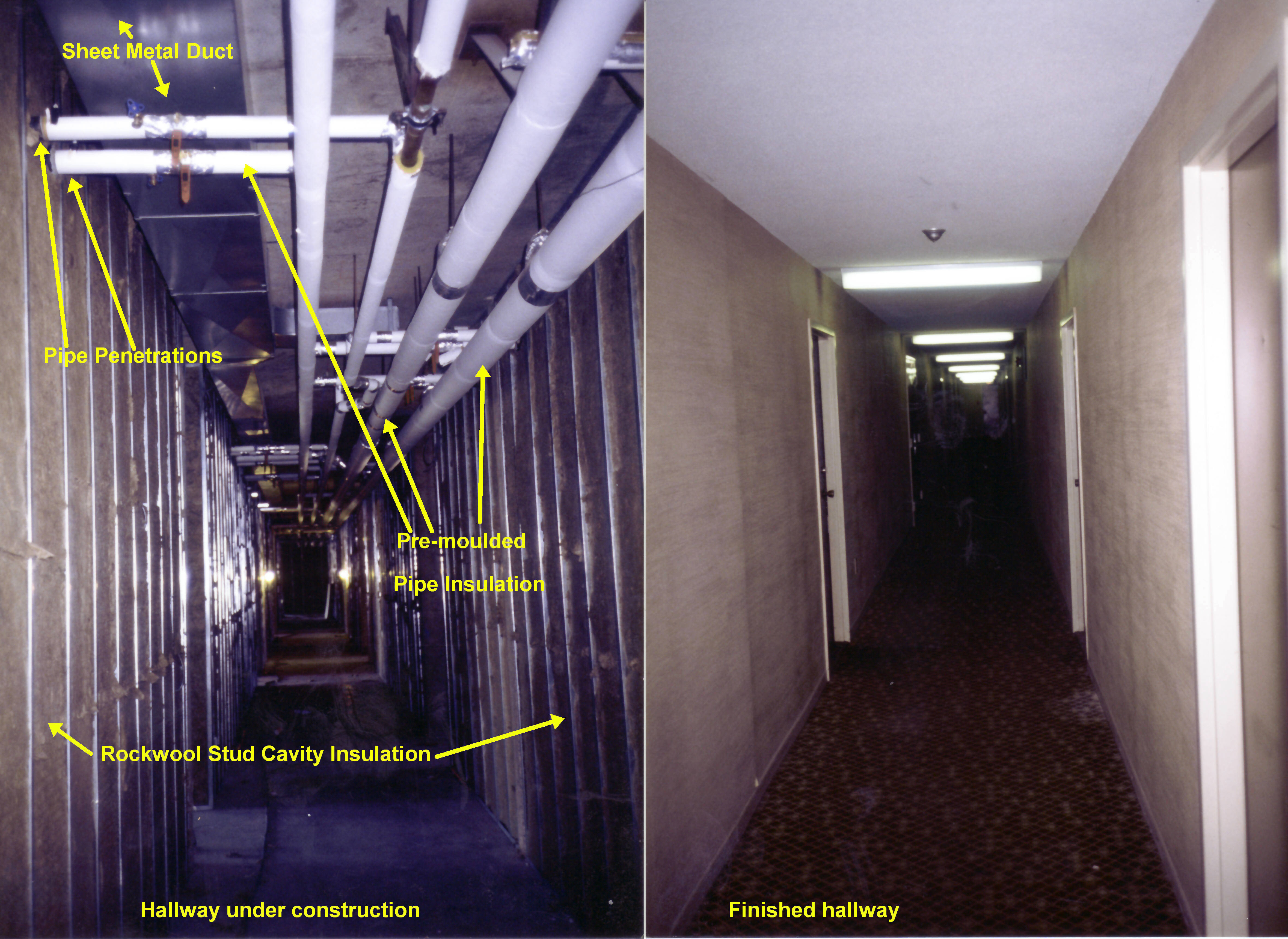
Common insulation applications in an apartment building

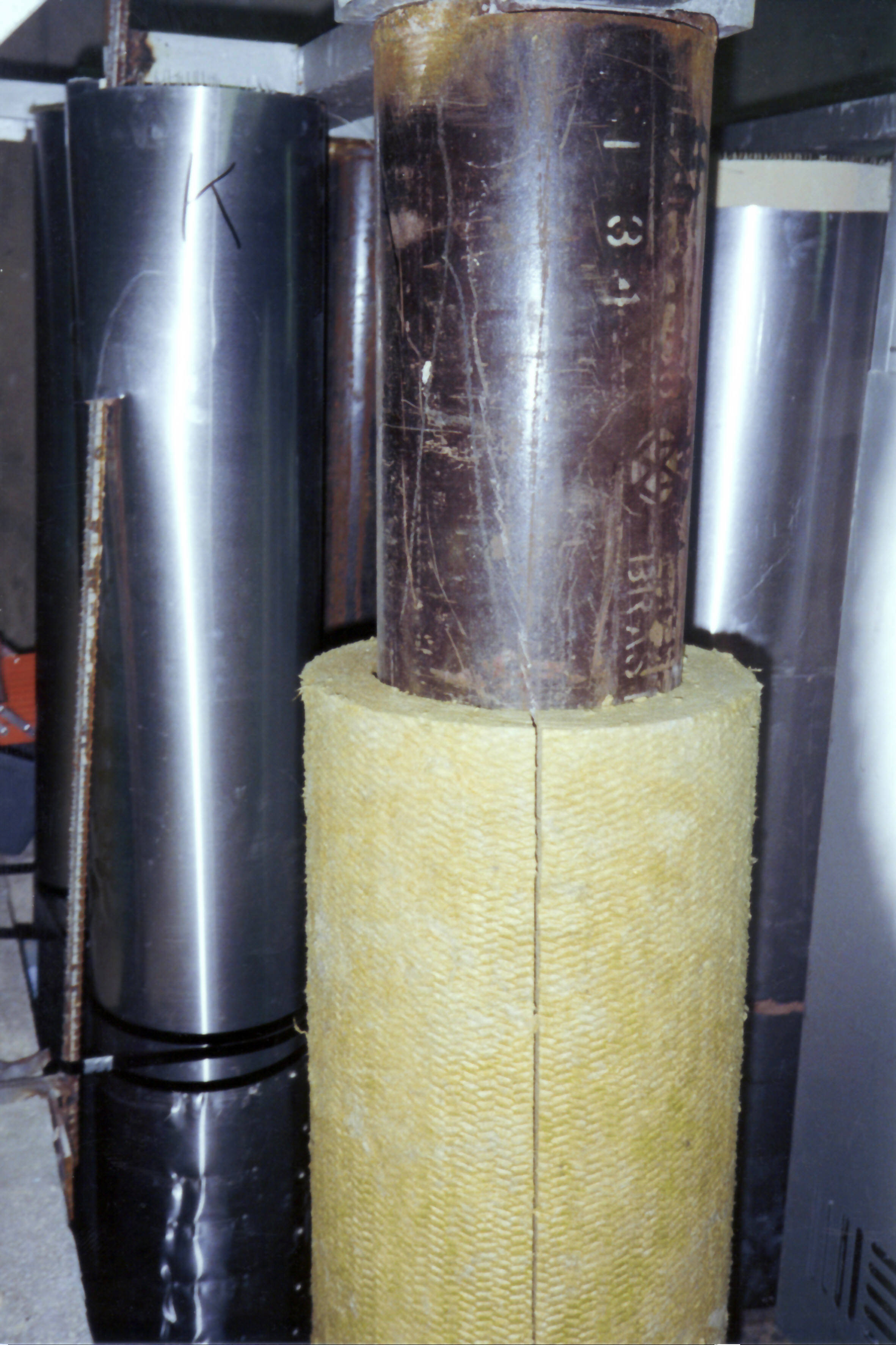
Mineral wool pipe covering applied to a steel pipe for a fire test

Bông khoáng  (tiếng Anh: rockwool hay mineral wool, hay còn gọi là len đá) là loại bông được tạo ra từ quặng đá Bazan và đá Dolomit được nung chảy ở nhiệt độ cao 1600 °C và được xe thành những sợi nhỏ cùng với một số hóa chất chuyên dụng. Bông khoáng có khả năng cách nhiệt, cách âm rất tốt và thân thiện với môi trường, được sử dụng nhiều ở các công trình xây dựng đòi hỏi độ cách nhiệt cao như các lò nấu nhôm, lò nấu kim loại, lò điện công nghiệp và trong các công trình xây dựng dân dụng như các tòa nhà cao tầng, vũ trường,.. Bông khoáng được tạo thành những dạng cuộn, ống, và tấm để dễ dàng thi công các công trình xây dựng, giá thành rẻ, và dễ vận chuyển. 